# Hawker Typhoon
Го́укер Тайфун (англ. Hawker Typhoon) — британський одномісний винищувач-бомбардувальник часів Другої світової війни. Вироблявся фірмою Hawker Aircraft Ltd. з 1941 до листопада 1945 року. Залишався на озброєнні до 1947 року. Спочатку розроблявся як перехоплювач для заміни винищувача Hawker Hurricane. Один з найуспішніших штурмовиків Королівських ВПС Великої Британії в роки Другої світової війни.

## Історія створення
Ще до початку виробництва нового винищувача «Гаррікейна», конструктор Сідні Кем почав з власної ініціативи розробляти заміну для нього. І вже в березні 1938 року Hawker отримали від Міністерства ВПС Великої Британії специфікацію F.18/37, яка вимагала створення нового винищувача зі швидкістю 400 миль на годину (644 км/год) на висоті 15000 футів (4600 м) і з британським двигуном з двошвидкісним нагнітачем. Міністерству був потрібен винищувач-перехоплювач для боротьби з бомбардувальниками противника. Передбачалося, що йому нечасто доведеться битися з винищувачами, або це будуть важкі двомоторні винищувачі супроводу, тому дизайн передбачав важкий літак, оснащений не менш важким двигуном Napier Sabre чи Rolls-Royce Vulture. Обидва двигуни мали 24 циліндра і розвивали потужність більш ніж 2000 к.с. (1491 кВт). Основна різниця між ними полягала в розташуванні циліндрів — Н-подібний в Sabre і X-подібний в Vulture. Для кожного з цих двигунів почали розробляти окремі варіанти літаків: «Тайфун» з Sabre, і «Торнадо» з Vulture. Спочатку Кем збирався встановити 12 кулеметів калібру 7,69 мм, але військові наполягали на гарматах, що були значно ефективніші проти бомбардувальників. Тому готувалося відразу два варіанти озброєння: «А» — з 12 кулеметами і «В» — з чотирма гарматами.

### Випробування

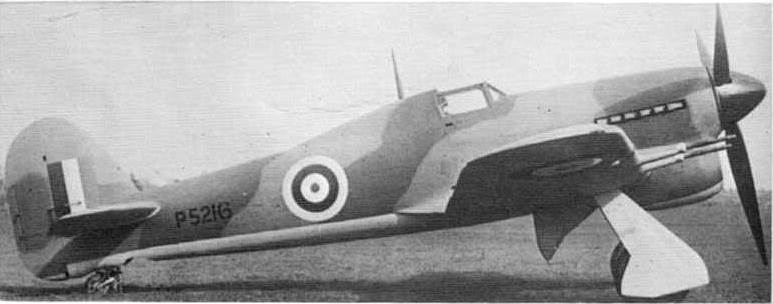
Другий прототип «Тайфуну» P5216 в стандартному камуфляжі RAF 1941 р.

«Тайфун» 175-ї ескадрильї під час ремонту. На передньому плані навчальні макети бомб.

Політ першого прототипу «Тайфуна» P5212, був відкладений через проблеми з розробки двигуна Sabre, і відбувся 24 лютого 1940 з пілотом-випробувачем Ф. Люкесом за кермом. Літак мав фюзеляж типу напів-монокок, широко розставлені основні стійки шасі і двері кабіни замість зсувного або відкидного ліхтаря. Хоча перші польоти здійснювалися без зброї, P5212 пізніше оснастили типовими британськими браунінгами, розташовані групами по шість, у кожному крилі. Це озброєння було встановлено на перших 110 Тайфунах, відомих, як «Тайфун Mk.IA».
9 травня 1940 року перший прототип під час польоту зазнав руйнування конструкції, на з'єднанні між носовою частиною фюзеляжу і хвостовою частиною фюзеляжу, позаду місця пілота. Філіп Лукас, виконав успішну посадку літака, хоч ризикував загинути і пізніше був нагороджений медаллю. В кінці 1940 р. на літак поставили стулки, що прикривали колесо в прибраному положенні повністю (до цього закривалося лише пів колеса).
5 травня 1940 піднявся в небо другий «Тайфун» який розраховувалася під гарматне озброєння. Цей «Тайфун» ще відрізнявся і тим, що щитки коліс на ньому розділили навпіл — половина залишилася на стійці, а друга, яка раніше відгиналась на петлях вбік від колеса, перемістилася на фюзеляж. На цьому літаку також випробували три типи кінцівок крила — звичайні, укорочені і подовжені (такі як мав «Спітфайр»), але в результаті зупинилися на звичайних, закруглених.

### Виробництво

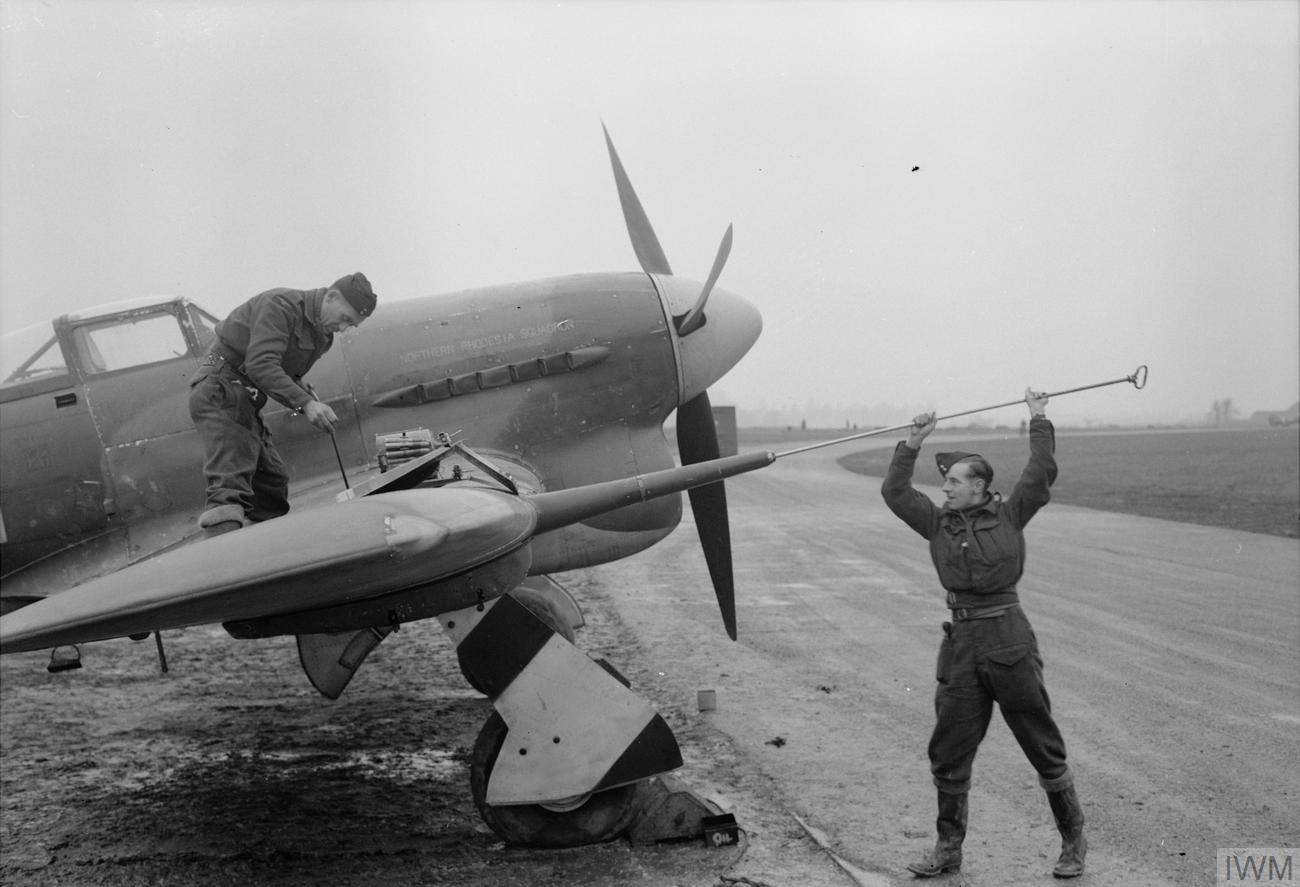
Чистка гармат «Тайфуну» 245-ї ескадрильї. 18 січня 1944 року.

Навесні 1941 р невелику серію «Тайфунів» ІА випустив завод Hawker у Ленглі. Ці машини призначалися, в основному, для різного роду випробувань. У вересні 1941 р. для проведення військових випробувань по два винищувачі передали до AFDU (Air Fighting Development Unit) — частини, що займалася розробкою тактики бойового застосування) і 56 — у ескадрилью в Даксфорді. Перший досвід експлуатації виявив цілий ряд недоліків. За розрахунками, конструктори фірми Hawker збиралися отримати максимальну швидкість близько 750 км/год, у міністерстві авіації розраховували хоча б на 645 км/год, але на практиці виявилося ще менше. Лише в кінці виробництва «Тайфунів», після низки удосконалень, була досягнута швидкість до 663 км/год. Швидкопідйомність теж була значно гірше ніж очікувалося, і явно недостатньою для винищувача-перехоплювача.
У процесі інтенсивної експлуатації знову зіткнулися з недостатньою міцністю хвостової частини фюзеляжу. У двох машин відвалилися хвости при виході з пікірування (пілот Кеннет Сет-Сміт навіть загинув за таких обставин). В міністерстві авіації навіть почали пропонувати зняти літак з озброєння, але потреба в літаках була висока, тому розробка продовжилась. Для запобігання цього стали надягати на стик кільцевий бандаж, а пізніше наклепували поздовжні пластини навколо всього стику, що відокремлював хвіст від фюзеляжу. Згодом з'ясували, що причиною є флаттер керма висоти, що виникав на порівняно невеликій швидкості. Флаттер міг призвести і до поламки лонжерона стабілізатора, який також довелося терміново посилювати.
Протягом 1943 року багато уваги було приділено розробці некерованих ракет для наземних атак. 2 серпня 1943 року першу таку атаку здійснив Hurricane, а вже того ж місяця перші ракети поставили і на «Тайфун». Це був останній вагомий пункт розвитку літака, після цього «Тайфун» просто отримував новішу версію двигуна. Спочатку Sabre I було замінено на Sabre IIA, ще пізніше Sabre IIB (2200 к.с.), а остання версія отримала Sabre IIC (2260 к.с.). Також пропелер з трьохлопастного став чотирьохлопастним.
Тайфун став вузькоспеціалізованим літаком і мав мінімальну кількість модифікацій, в незначних кількостях випускались тільки варіант нічного винищувача і розвідника. Виробництво літака було завершене в 1944 році, і до того часу було виготовлено більше 3200 «Тайфунів», з них тільки 20 компанією Hawker, а решта була виготовлена на заводах Gloster Aircraft.

## Модифікації
- Typhoon Mk.IA — перша серійна модифікація озброєна 12 7,7-мм кулеметами.
- Typhoon Mk.IB — друга серійна модифікація озброєна чотирма 20-мм гарматами.
  - Typhoon NF Mk.IB — варіант нічного винищувача з радаром AI Mk.VI
  - Typhoon FR Mk.IB — варіант фото-розвідника з камерами в фюзеляжі. (деколи дві гармати ближче до фюзеляжу знімались)
- Typhoon Mk.II — проєкт перехоплювача з тонким крилом, майбутній Hawker Tempest.

## Бойове застосування

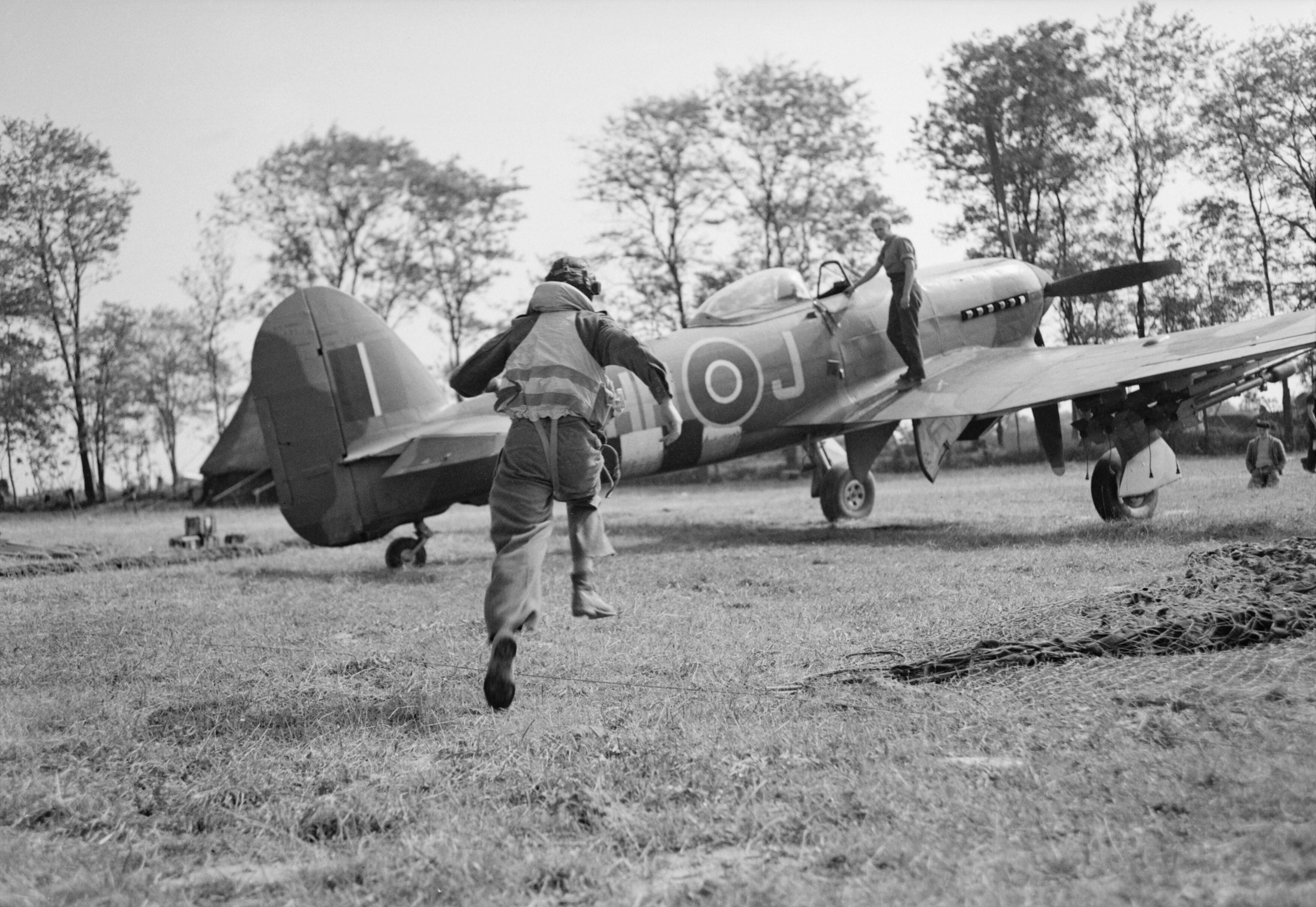
Пілот 175-ї ескадрильї поспішає до свого «Тайфуна». Ле-Френ-Камії, Франція, 24 липня 1944 року

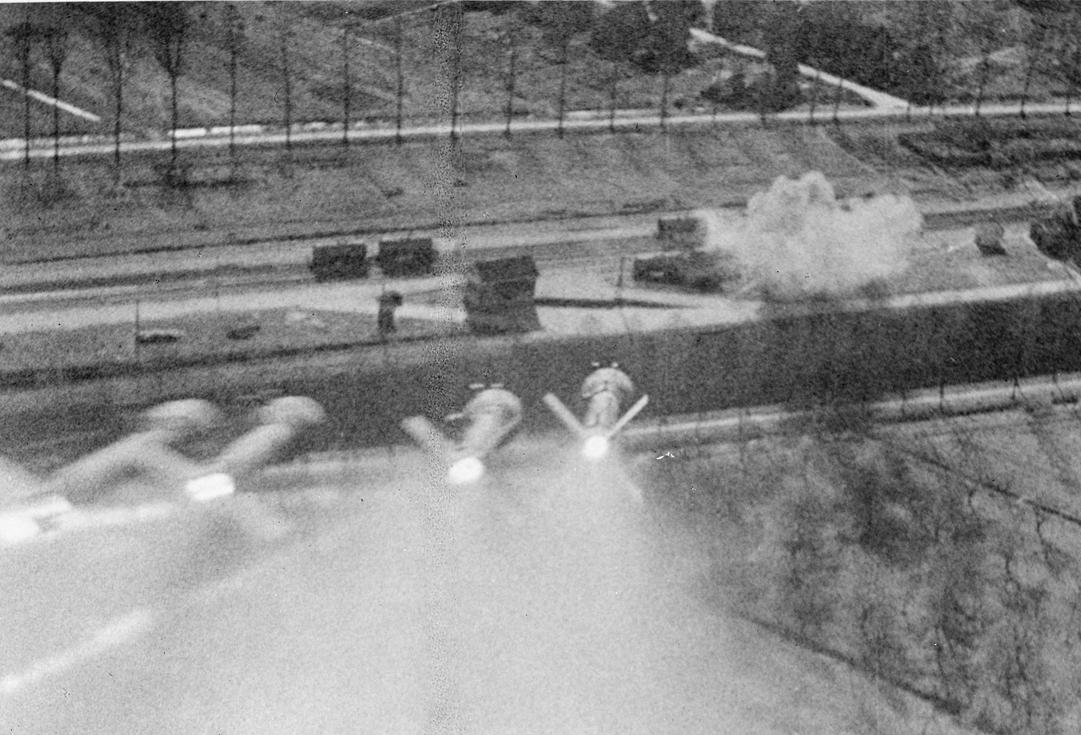
Запуск некерованих ракет по залізничній станції в Нордгорні. Знято камерою «Тайфуна» 181-ї ескадрильї. 30 березня 1945 року.

Перші серійні «Тайфуни» почали надходити на службу в серпні 1941 року, починаючи з 56-ї ескадрильї. Хоча літак мав б бути перехоплювачем, але мав низьку швидкість підйому, а двигун найкраще проявляв себе на малих висотах. Тому його швидко перекваліфікували для протидії німецькими Focke-Wulf Fw 190, які штурмували цілі на південному узбережжі Британії і завдяки своїй швидкості було надзвичайно складно перехопити. В цій ролі «Тайфун» проявив себе найкраще, зокрема в листопаді 1941 року 609-а ескадрилья змогла збити чотири Fw 190 за тиждень.
Після усвідомлення, що «Тайфун» краще проявляє себе в атаках на низьких висотах його було вирішено використовувати як винищувач-бомбардувальник. Для цього винищувач пристосували до перенесення двох бомб під крилами. З початку він використовувався тільки для нічних нальотів на німецькі комунікації в Франції і країнах Бенілюксу, але з кінця 1942 року почалися і денні місії. Німецькі винищувачі і засоби ППО були не ефективні проти тактики бомбардувальних місій на низьких висотах і з високою швидкістю.
На початку 1944 року, в рамках підготовки до Нормандської операції, «Тайфуни» використовували ракети, бомби і гармати для знищення німецьких ліній постачань і зв'язку. Атаки проводились не тільки проти поїздів чи інших транспортних засобів, а також проти мостів, тунелей і залізничних вузлів. В перші декілька місяців операції 609-та ескадрилья знищила 100 локомотивів втративши тільки два «Тайфуни», а загалом всіма ескадрильями щомісяця знищувалось до 150 локомотивів і безліч інших цілей.
Нормандська операції стала піком використання Тайфунів — ними було оснащено не менше 26 ескадрилей в складі 2-ї Тактичної авіаційної групи. З відомих прикладів використання також можна згадати прорив з Кан, де Тайфуни зіграли важливу роль по знищенню німецьких сил в Фалезькому коридорі. В цей час Тайфуни використовувались в ролі швидкого бомбардувальника не тільки Повітряними силами Великої Британії, а також і Канадськими і Новозеландськими ескадрильями.
Тайфун залишався на озброєння Британії ще і після закінчення Другої світової, поступово заміняючись на новіший Hawker Tempest.

## Тактико-технічні характеристики

Дані з Consice Guide to British Aircraft of World War II

### Технічні характеристики
- Екіпаж: 1 особа
- Довжина: 9,74 м
- Висота: 4,67 м
- Розмах крила: 12,67 м
- Площа крила: 25,77 м²
- Маса порожнього: 3992 кг
- Максимальна злітна маса: 5176 кг
- Двигун: Napier Sabre IIB
- Потужність: 2180 к. с. (1626 кВт.)

### Льотні характеристики
- Максимальна швидкість:
  - на висоті 1675 м. — 602 км/год
  - на висоті 5485 м. — 652 км/год
- Крейсерська швидкість: 409 км/год
- Практична стеля: 10 365 м
- Дальність польоту: 821 км (з максимальним бойовим завантаженням)

### Озброєння

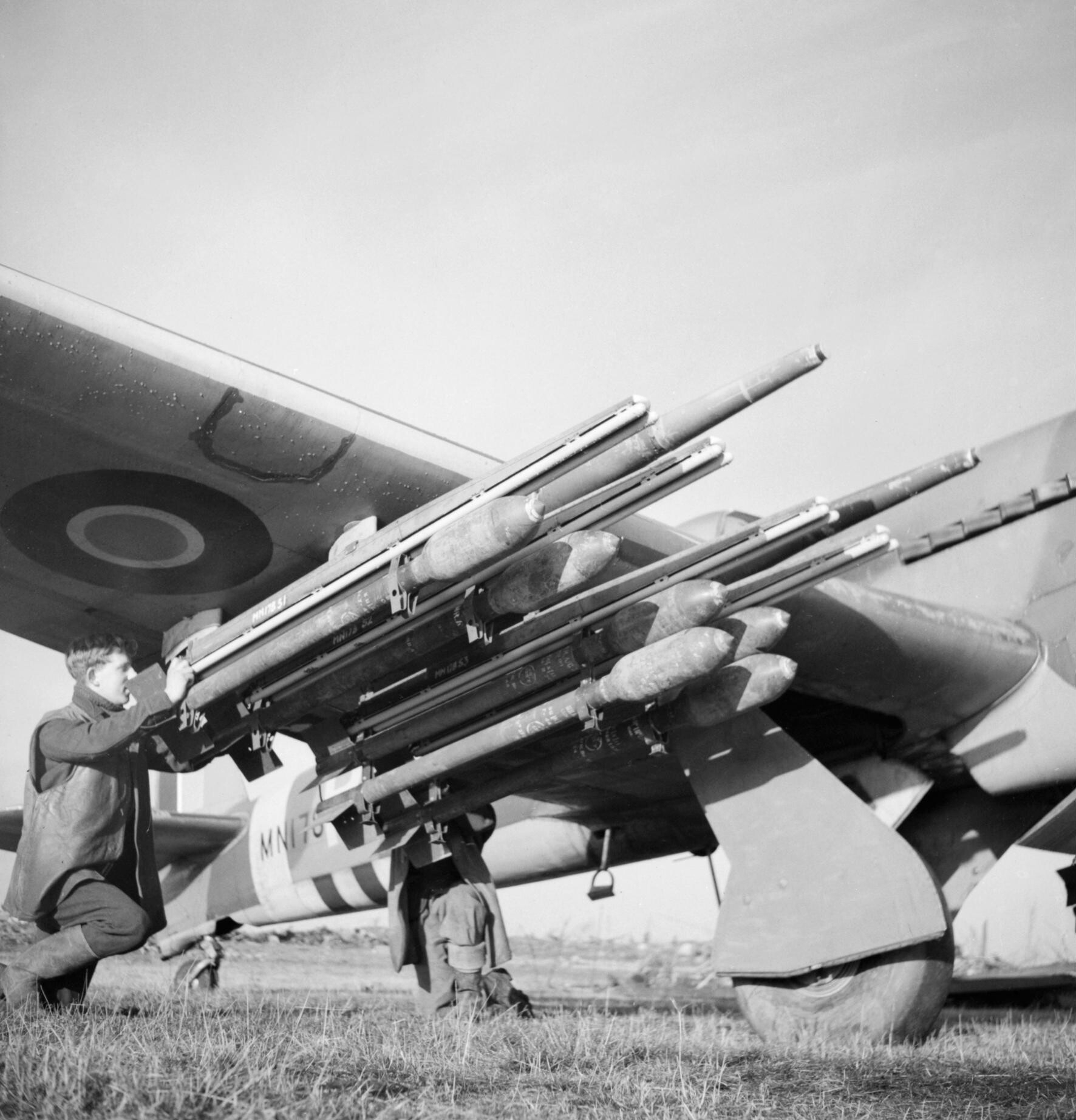
Встановлення некерованих ракет на «Тайфун» 609-ї ескадрильї 2-ї Тактичної групи.

- Гарматне:
  - 4 × 20 мм гармати в крилах
- Підвісне:
  - 8 × 27 кг некерованих ракет (деколи 12 ракет)
  - 2 × бомби (454 кг, 227 кг або 113 кг.)